# Афера
Афера (от френски: affaire – дело) е френска дума, която на български се употребява с укорително отношение.
По-честата употреба е като синоним на нечисто, мошеническо дело или недобросъвестно, непочтено деяние, извършено с цел облагодетелстване и лична изгода. По-рядко се използва за любовна връзка, неприемлива според добрите нрави на обществото.
Аферата обичайно се отнася за политическа или търговска сделка, осъществена с непозволени средства. 